# Ozirisz
Ozirisz – węgierska grupa heavymetalowa, uformowana w 1986 w Kiskunhalas.

## Skład
- A.T. – perkusja
- Blackey – wokal
- Fekete Csaba – perkusja
- Gáldeske – bas
- Jesző – gitara
- Solyka – gitara]

## Dyskografia
- Minden Szívdobbanás (pełny album), 1992
- Ködösítés (pełny album), 1994
- ...mint a jég (pełny album), 2001
- The Sin	(pełny album), 2005
- Calm and Silence (pełny album), 2013